# Marcel Brelot
Marcel Brelot, né le 29 décembre 1903 à Châteauneuf-sur-Loire (Loiret) et mort le 3 août 1987 à Paris, est un mathématicien français.

## Biographie
Marcel Brelot est le fils d'un couple d'instituteurs. Il fait ses études secondaires au collège de Montargis puis au lycée de Sens. Il poursuit ensuite des études supérieures scientifiques en classe de mathématiques spéciales à Paris au Lycée Saint-Louis puis de 1924 à 1927 à l’École normale supérieure et à la faculté des sciences de l'université de Paris où il obtient les licences ès sciences mathématiques et physiques. Lauréat du concours d'agrégation de mathématiques en 1927, il ne rejoint cependant pas l'enseignement secondaire, préférant préparer une thèse de doctorat en tant que boursier Arconati-Visconti (1927-1929), puis boursier Rockefeller chez Volterra à Rome (1929-30), puis chez Erhard Schmidt (1930-1931). Il obtient le doctorat ès sciences mathématiques devant la faculté des sciences de l'université de Paris en 1931. Il est ensuite employé un an par la Caisse nationale des sciences puis un an à l'Institut français de Berlin. En 1933, il est nommé chargé de cours, puis maitre de conférences, à la faculté des sciences de l'université d'Alger. Il est nommé professeur titulaire en 1938 à l'université de Bordeaux où il enseigne pour le certificat de mathématiques générales durant quatre ans. En 1942, il rejoint l'université de Grenoble où il enseigne la mécanique rationnelle jusqu'à sa nomination comme maitre de conférences à Paris en 1953. Il obtient le titre de professeur sans chaire puis est nommé professeur titulaire à titre personnel puis, en 1964, titulaire de la chaire d'algèbre supérieure et analyse supérieure à la suite de Gaston Julia.
Ses principaux travaux scientifiques portent sur la théorie du potentiel.

## Prix et distinctions
- Prix Francœur 1939
- Prix Servant 1968 avec Michel Hervé.